# QED 〜ventus〜 御霊将門
『QED 〜ventus〜 御霊将門』（キューイーディー ヴェンタス ごりょうまさかど）は、高田崇史による推理小説。QEDシリーズの第12作である。

## 出版履歴
- 2006年：講談社ノベルス、ISBN 4-06-182493-7
- 2009年：講談社文庫、ISBN 978-4-06-276511-4

## あらすじ
平成9年3月、花見に出かけた、奈々たちだったが、いつの間にか将門ゆかりの地を巡ることに。御霊・平将門の真の姿とは?

## 登場人物
桑原 崇（くわばら たかし）
通称、タタル。萬冶漢方（漢方薬局）勤務の薬剤師。花見のついでに平将門に関わる史跡を巡り始める。
棚旗 奈々（たなはた なな）
ホワイト薬局勤務の薬剤師。花見の後、崇の史跡巡りに同行する。
小松崎 良平（こまつざき りょうへい）
通称「熊つ崎」。フリーのジャーナリスト。7月に行われる相馬の馬追い祭の取材に一緒に行かないか、と持ちかける。
棚旗 沙織（たなはた さおり）
奈々の妹。私大文学部卒業後、現在は出版関係会社に勤務。奈々と崇を花見に誘う。
神山 禮子（みわやま れいこ）
薬剤師。那智の事件の後、成田・富岡大学附属病院の薬局に勤務。成田山に散歩に出かける。

### 小高製薬
安岡 良一（やすおか りょういち）
MR。弟がいる。